# Địa long
Địa long hay còn gọi là khâu dẫn, khúc đàn, ca nữ, phụ dẫn (zh: 地龍), danh pháp khoa học là Pheretima, là một chi của giun đất được tìm thấy chủ yếu ở New Guinea và Đông Nam Á. Ở Việt Nam và Trung Quốc, địa long được dùng như một vị thuốc trong Đông y.

## Các loài
- Pheretima darnleiensis, giun đất khổng lồ Kinabalu
- Pheretima praepinguis